# Idrætsforsk
Idrætsforsk – også skrevet: IdrætsForsk – var fra 1975 til 2004 et institut for idrætsforskning på Gerlev Idrætshøjskole. Instituttet grundlagde den humanistiske og samfundsvidenskabelige idrætsforskning i Danmark og medvirkede til, at den i det følgende årti blev taget op på universiteterne. Idrætsforsk repræsenterede en kulturkritisk indfaldsvinkel, og instituttets forskningsresultater og virksomhed gav anledning til stærke konfrontationer med idrættens institutioner.

## Historie
I 1975 oprettede Ove Korsgaard og Claus Bøje institutionen Idrætsforsk på Gerlev Idrætshøjskole. Herudover blev især seks forskere bærende for arbejdet gennem instituttets levetid: Søren Riiskjær, Ejgil Jespersen, Jørn Møller, Henning Eichberg og Bjarne Ibsen.
Etableringen af Idrætsforsk havde til formål at
- forske i idrættens økonomiske, politiske og sociale forhold
- formidle viden om idrættens teori og praksis
- virke som center for rådgivning, kontakt og information.

Baggrunden for initiativet til en humanistisk og samfundsvidenskabelig idrætsforskning var den kulturpolitiske debat i 70’erne, hvor idrætten var blevet del af kulturministeriets ressort. Såvel Kulturministeriets betænkning 709 om Idrætten og Friluftslivet (1974) som den første idrætspolitiske redegørelse i Folketinget i 1976 efterlyste kvalificeret viden om idrættens samfundsmæssige betydning og ressourceforbrug. 
De første år fungerede Idrætsforsk som et diskussionsforum og varetog i samarbejde med Gerlev Idrætshøjskole kursus- og konferencevirksomhed samt rådgivningsopgaver. I 1979 skabte en bevilling fra Kulturministeriet basis for etableringen af et egentligt forsknings- og rådgivningscenter.
Især tre publikationer skabte Idrætsforsks profil som forskningsinstitution: ’Idræt, enhed eller mangfoldighed’(1978) udgjorde et grundlag for den kulturpolitiske tænkning på idrætsområdet, ’Kampen om kroppen’ (1982) placerede idrætten i al dens historiske kompleksitet, og ’80’ernes idræt: Mod en ny breddeidræt?’ (1982) redegjorde for idrætsdeltagelsens overraskende mangfoldighed. Et nyt syn på historien, idrætspolitikken og idrætsdeltagelsen udgjorde platformen for en stadig mere forgrenet virksomhed.
Ud over en lang række redegørelser om idrættens kulturpolitik, historie og udbredelse udarbejdede Idrætsforsk rapporter om fysisk planlægning, arkitektur, økonomi, friluftsliv og leg for forskellige myndigheder og institutioner. Også analyser inden for områder som civilsamfundets betydning, idrættens psykologi og studier af henholdsvis religion og musik blev publiceret. Instituttet medvirkede til etablering af Bevægelseshuset (1988), som udgjorde en radikal nytænkning af den klassiske idrætshal, og – ligeledes i 80’erne - til opførelsen af Idrætshistorisk Værksted/Gerlev Legepark, som skabte et eksperimentarium for genopdagelsen af de gamle leges betydning for idrætten og kropskulturen i det hele taget. Begge initiativer i samarbejde med Gerlev Idrætshøjskole, som Idrætsforsk i kraft af sin fysiske placering på højskolen havde et tæt samarbejde med.
Gennem tidsskriftet Centring, forlaget Bavnebanke, idrætspolitiske kurser, et velassorteret bibliotek og deltagelse i internationale konferencer søgte Idrætsforsk at formidle sine resultater. I 1978 indstiftedes i samarbejde med Gerlev Idrætshøjskole Gerlevprisen med det formål at opmuntre til ytringsfrihed og demokrati og støtte initiativer, der vover at anfægte den etablerede idrætspolitiske orden.
I årenes løb udviklede medarbejderne i samspil med forskellige opdragsgivere og videnskabelige samarbejdspartnere en bred vifte af temaer inden for idrættens historie, organisering og økonomi, befolkningens idrætsdeltagelse, faciliteter og planlægning, idrætspsykologi, forholdet til det offentlige etc., og instituttets medarbejdere bidrog til rådgivning af Kulturministeriet, Planstyrelsen og en række kommuner.
Efter i tyve år at have fungeret som projekt med étårige bevillinger blev Idrætsforsk i 1995 evalueret af et internationalt professoralt tremandspanel. Panelet anbefalede en fortsættelse af Idrætsforsk, dog med en bredere bevillingshorisont og med en af kulturministeren udpegede bestyrelse, og skrev i sin samlede vurdering, at "Idrætsforsk er en unik konstruktion i nordisk perspektiv. Formentlig også uden for Norden. (…) Uden tvivl afspejler Idrætsforsk den mangfoldighed, som har præget – og præger – det danske idrætsliv og kropskulturen organisatorisk, ideologisk og på det aktive plan. Idrætsforsk afspejler tilmed en idrætsdebat som i livlighed og synspunktrigdom ikke findes tilsvarende i andre lande (…). Overordnet opfatter Evalueringspanelet Idrætsforsks hidtidige virksomhed som præget af nytænkning, stor produktivitet og bredde i emnevalget."

## Reorganisering og nedlæggelse
I 2001 blev Idrætsforsk reorganiseret og udvidet under det nye navn ”IFO – Institut for forskning i Idræt og Folkelig Oplysning”. En del af IFO’s opgaver blev nu også at etablere og drive et arkiv for folkelige bevægelser. Forøgelsen af den statslige bevilling til instituttet og et voksende antal rekvirerede forskningsprojekter førte til ansættelse af flere forskere og et større antal publikationer, især i bogserien Bevægelsesstudier.
Denne udvikling blev afbrudt, da den nye VK-regering, som trådte til i november 2001, besluttede, at IFO ikke længere skulle have støtte fra Kulturministeriets andel af tips- og lottooverskud. IFO overlevede imidlertid uden statslig bevilling gennem aftaler om flere rekvirerede forsknings- og evalueringsopgaver samt bevillinger fra statslige forskningsråd. Men medarbejdere og bestyrelse måtte erkende, at en større del af aktiviteterne på IFO bedre kunne videreføres i andre institutionelle sammenhænge, og dette blev gennemført i efteråret 2004.
Legeforskningen fortsatte på Idrætshistorisk Værksted/Gerlev Legepark. Arkivvirksomheden fortsatte under den selvejende institution Vartov-Arkivet. Den centrale del af instituttets arbejde, forskningen i idræt, sundhed og civilsamfund, videreførtes på Center for forskning i Idræt, Sundhed og Civilsamfund (CISC) på Syddansk Universitet. Befolkningsundersøgelserne og de økonomiske analyser fortsatte i et nyoprettet Idrættens Analyseinstitut (IDAN).

## Medarbejdere
- Fra 1970’erne: Ejgil Jespersen, Ove Korsgaard, Jørn Møller, Søren Riiskjær
- Fra 1980’erne: Henning Eichberg, Claus Bøje
- Fra 1990’erne: Kirsten Kaya Roessler, Knud Larsen
- Fra 2000’erne: Bjarne Ibsen, Bo Vestergård Madsen, Morten Mortensen

## Evaluering og kritik
Evalueringspanelet fra 1995 skrev i sin samlede vurdering, at "Idrætsforsk er en unik konstruktion i nordisk perspektiv. Formentlig også uden for Norden. (…) Uden tvivl afspejler Idrætsforsk den mangfoldighed, som har præget – og præger – det danske idrætsliv og kropskulturen organisatorisk, ideologisk og på det aktive plan. Idrætsforsk afspejler tilmed en idrætsdebat som i livlighed og synspunktrigdom ikke findes tilsvarende i andre lande (…). Overordnet opfatter Evalueringspanelet Idrætsforsks hidtidige virksomhed som præget af nytænkning, stor produktivitet og bredde i emnevalget."
Dette blev bekræftet af en international rapport om idrætsforskningen i de nordiske lande (Kokkonen 2000), som karakteriserede Idrætsforsk i sammenhæng med "a 1970's demand of 'research for the people'... The Idrætsforsk is considered to be the 'favorite son' of the society's tertiary education community."
På grund af sit sportskritisk udgangspunkt blev Idrætsforsk imidlertid gennem mange år også betragtet som ”rød” og farlig. Kai Holm, formand for Danmarks Idræts-Forbund, talte i 1994 om et ”kulturradikalt spinatbed”, der udsendte ”mistænkeliggørende postulater”. Fratagelsen af IFOs bevillinger gennem den konservative kulturminister i 2003/4 kan ses i denne sammenhæng.
Der var også mistanker om, at Idrætsforsk ville levere stof til oprettelsen af et Statens Idrætsråd, der skulle samle dansk idrætspolitik under Kulturministeriet og tage magt og penge fra landsorganisationerne.

## Publikationer fra Idrætsforsk og IFO
Gerlev Idrætshøjskoles årsskrift, mange artikler, især i særudgaverne:
- Edinger, Axel et al. 1978 (eds.): Idræt, enhed eller mangfoldighed
- Eichberg, Henning, Finn Bygballe & Søren Møller 1999 (eds.): Demokrati og kropslighed

Centring – krop og sport, tidsskrift 1980-1993, Bavnebanke, med særudgaverne:
- Jespersen, Ejgil 1990 (red.): Idrætsteori under forvandling, nr. 25
- Riiskjær, Søren 1993 (red.): Krop og livsstil, nr. 26

Centring småskrifter, Bavnebanke 1985-1989
- Eichberg, Henning 1985: Museet der danser. Museologiske overvejelser over kropskulturens forhistorie og etnologi
- Wilsted, Jannie & Poul Ketelsen 1988: Idrættens skiftende ledertyper. Livsstile i den danske idrætsverden
- Dunning, Eric 1988: Sport in the Civilising Process
- Wohl, Andrzej 1989: The Scientific Study of Physical Education and Sport

Idræt i lokalsamfundet (Ringsted-studie), Bavnebanke 1980-1983
- Jespersen, Ejgil & Søren Riiskjær 1980: Idrætsfaciliteter i Ringsted kommune
- Jespersen, Ejgil & Søren Riiskjær 1982: 80’ernes idræt: Mod en ny breddeidræt?
- Kempf, Jan et. al. 1983: Idræt og holdning. 15-19årige og 40-49årige i tal og tale
- Riiskjær, Søren (red.) 1983: Idræt og planlægning

Hen imod en folkelig idrætspsykologi, 1991-1992
- Jespersen, Ejgil 1991: Fodarbejde i folkeånden
- Jespersen, Ejgil 1992: Mesterlære i idræt

DGI forskning, Vejle: DGI 1997-2000
- Eichberg, Henning & Claus Bøje 1997: Idrætspsykologien mellem krop og kultur
- Eichberg, Henning & Jørn Møller 1997: Mellemfolkelig idræt. En håndbog om leg og kultur med etniske mindretal
- Bøje, Claus, Henning Eichberg & Kirsten Roessler 1998: Ældreidræt. Fornuft – forhekselse – forventning
- 2000: Kompetence og demokrati

Idrætspolitisk nyhedsbrev, tidsskrift 1991-1992
Bevægelsesstudier, Århus: Klim 2002-2004, Bavnebanke 2006-2010
- Eichberg, Henning & Bo Vestergård Madsen 2002 (red.): Idrættens enhed eller mangfoldighed
- Roessler, Kirsten Kaya 2002: Når idræt gør ondt – skader, smerter, stress
- Madsen, Bo Vestergård Madsen 2003: Oplysning i bevægelse – kultur, krop og demokrati i den folkelige gymnastik
- Larsen, Knud 2003: Idrætsdeltagelse og idrætsforbrug i Danmark
- Eichberg, Henning 1989 (ed.): Nordic Sports, History and Identity. (= Scandinavian Journal of Sports Sciences. Special issue 11:1) Helsinki: Finnish     Society for Research in Sport and Physical Education.
- Eichberg, Henning 2004: The People of Democracy – Understanding Self-Determination on the Basis of Body and Movement
- Møller, Jørn 2004 (red.): Folk – om et grundbegreb i demokrati og kultur
- Eichberg, Henning & Bo Vestergård Madsen 2006: Idræt som fest – bogen om landsstævnet
- Eichberg, Henning 2006: Bevægelse i festen
- Joern, Lise 2006: Homo fanaticus – passionerede fodboldsupportere
- Møller, Jørn 2010: Med leg skal land bygges

Enkelte bogudgivelser og rapporter
- Brinch, Jens & Stig Jensen 1980 (red.): Fysisk kultur og sport i Kina. Bavnebanke
- Bøje, Claus, Søren Riiskjær & Henning Eichberg 1989: Turismen og det lokale kulturliv – Vestkystprojektet. IdrætsForsk
- Bøje, Claus 1990: Kroppen i clinch. Bavnebanke
- Bøje, Claus 1990: Eliteidrættens udtryksmuligheder. Betænkning udarbejdet til Team Danmark. IdrætsForsk
- Bøje, Claus & Søren Riiskjær 1991: Fritidens orden og uorden – en analyse af den organiserede og uorganiserede fritid. Bavnebanke
- Bøje, Claus 1992: Rent spil – Tekster om idræt. Bavnebanke
- Bøje, Claus & Henning Eichberg 1994: Idrættens tredje vej.     Århus: Klim, 3. udg. 2000
- Bøje, Claus & Søren Riiskjær (udvalg) 1996: Pierre de Coubertin – Den olympiske idé. Taler og artikler 1894-1935. Det lille forlag
- Bøje, Claus 1997: Fra sportsbassin til superbassin – Bemærkninger til en udvikling i vandkulturen. Lokale- og Anlægsfonden
- Bøje, Claus 1998: Kunstis og skøjtekultur. Lokale- og Anlægsfonden
- Eichberg, Henning & Ejgil Jespersen 1986: De grønne bølger. Træk af natur- og friluftslivets historie. Bav¬ne¬banke
- Eichberg, Henning 1988: Det løbende samfund. Idrætssociologi ud fra kroppen. Bavnebanke.
- Eichberg, Henning 1998: Body Cultures. Essays on Sport, Space and Identity. London & New York: Routledge
- Fabricius Møller, Jes 2005: Grundtvigianisme i det 20. århundrede. København: Vartov
- Jespersen, Ejgil, Jonas Havelund & Lise Joern 2005 (red.): Centringer – om krop, sport og idræt. Bavnebanke
- Korsgaard, Ove 1982: Kampen om kroppen. Dansk idræts historie gennem 200 år. København: Gyldendal
- Korsgaard, Ove 1986: Kredsgang. Grundtvig som bokser. København: Gyldendal
- Korsgaard, Ove 1986: Krop og kultur. Odense: Odense Universitetsforlag
- Møller, Jørn 1990/91: Gamle idrætslege i Danmark. Ny udg. Gerlev: Idrætshistorisk Værksted 1997, bd.1-4
- Riiskjær, Søren & Henning Eichberg 1989: Perspektiver på arkitektkonkurrencen om et nyt bevægelseshus på Gerlev Idrætshøjskole.     Bavnebanke
- Riiskjær, Søren 1990: The Cultural Dimensions of a Three-Sector Economy and Neo-Corporatist     Structures in Voluntary Sport. Idrætsforsk
- Riiskjær, Søren 1992 (ed.): Sport and Space. New Challenges to Planning and Architecture. Council of Europe & Idrætsforsk
- Schmidt, Lars Henrik 1982: Kroppen i focus – et essay om sport. Bavnebanke